# Kingmaker

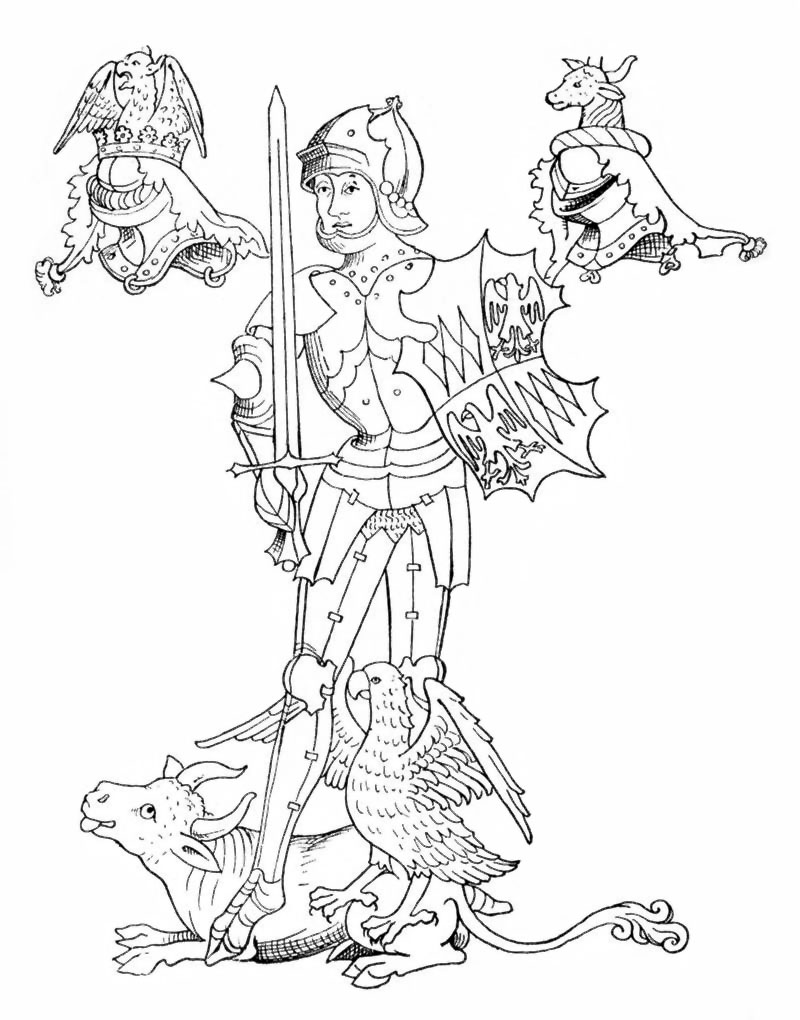
Richard Neville, XVI conte di Warwick in una raffigurazione coeva del Rous Roll

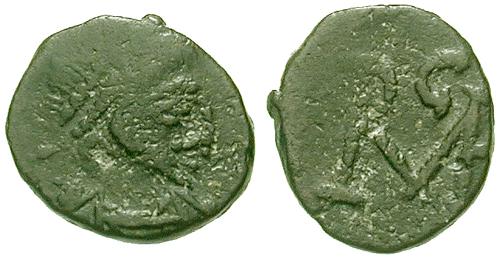
Moneta di bronzo di Libio Severo, uno degli "imperatori-fantoccio" messi sul trono dal goto Ricimero

Il termine inglese "Kingmaker" è un'espressione che originariamente si applicava a Richard Neville, XVI conte di Warwick — "Warwick the Kingmaker" — per la sua notevole capacità nell'influenzare l'ascesa sul trono inglese durante la Guerra delle due rose.
L'espressione si applica generalmente a una persona o a un gruppo di persone che abbia grande influenza in una successione monarchica, senza poter a sua volta essere un possibile candidato. Il Kingmaker ha la possibilità di utilizzare un'influenza politica, economica, religiosa e/o militare nel processo di successione. In epoca moderna tale termine è usato per estensione per indicare chi ha grande influenza nelle elezioni delle più importanti cariche politiche.

## Esempi storici

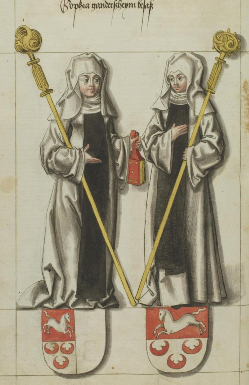
Le badesse Adelaide e Sofia I di Gandersheim, determinanti nella elezione di due imperatori del Sacro Romano Impero

- Il profeta Samuele per la elezione di Saul a re di Israele e successivamente di re Davide
- Il magister militum Ricimero, di origini gote, che impose 4 imperatori-fantoccio al soglio dell'Impero romano d'Occidente
- Il re Eadgils di Svezia, che secondo più fonti coeve impose persino un re cane al popolo dei Dani
- Il generale Tonyukuk, in tre successioni nel Secondo Khaganato turco
- Le badesse e sorelle Adelaide e Sofia I di Gandersheim, determinanti nella ascesa di due imperatori del Sacro Romano Impero
- Il conte Godwin, nell'ascesa al regno d'Inghilterra prima del figlio, poi del genero
- Il vescovo Enrico di Blois nella successione sul trono inglese durante il periodo dell'Anarchia inglese
- I condottieri Nogai, Mamai, ed Edigu per il khanato della Orda d'Oro
- Vidyaranya, sommo sacerdote e uno dei fondatori dell'Impero di Vijayanagara, dalla cui approvazione dipendevano i primi imperatori
- Il conte Richard Neville nella successione sul trono inglese durante la Guerra delle due rose

## Nella teoria dei giochi
Nella teoria dei giochi, un Kingmaker è un giocatore che manca di sufficienti risorse o della posizione necessari a vincere un certo gioco, ma che tuttavia ha sufficienti risorse per decidere con le proprie azioni quale degli avversari potrà vincere.

## Uso contemporaneo
Il termine "Kingmaker" è usato, per analogia, per indicare un personaggio politico che ha la possibilità di influenzare la scelta di un leader politico. Questo termine è sempre utilizzato in forma non ufficiale ed è spesso utilizzato con riferimento a contesti nei quali si sviluppano guerre di potere, come ad esempio la politica, le organizzazioni economiche, quelle sportive, etc. Vengono indicati con questa espressione i soggetti che vogliono governare le decisioni di un'organizzazione senza essere esposti direttamente. Il termine è spesso usato anche in senso deteriore con riferimento a elezioni o votazioni parlamentari, per riferirsi ad un piccolo gruppo di indipendenti che possiede un pacchetto di voti che può risultare decisivo ai fini di una certa decisione.
Oltre che a una singola persona, il termine "Kingmaker" può anche essere applicato a un'istituzione o a un think tank la cui opinione è tenuta in grande considerazione nell'organizzazione interessata.